# Китайская корпорация авиационной промышленности
Aviation Industry Corporation of China (сокращённо AVIC, кит. упр. 中国航空工业集团公司, «Китайская корпорация авиационной промышленности») — китайская государственная компания, крупнейший в стране производитель военной авиатехники. 
В рейтинге Fortune Global 500 за 2019 год AVIC занимала 151-е место, за 2021 год — 140-е место.

## История
Во время войны в Корее китайским руководством было принято решение об активизации собственных разработок в авиации и авиационном вооружении. 1 апреля 1951 года была создана Административная комиссия по авиационной промышленности. С момента создания комиссия 12 раз подвергалась реформам, меняла своё название и форму деятельности.
1 июля 1999 года, в ходе реформы китайской промышленности, задачей которой было повышение конкурентоспособности страны на международном рынке, компания была разделена на две части — AVIC I и AVIC II. 
Первая занималась проектированием и производством тяжёлых и средних самолётов, вторая — вертолётами и региональными самолётами.
28 октября 2008 года две компании были вновь объединены, получившаяся в результате слияния корпорация стала сравнима по обороту с компаниями «Boeing» и «Airbus». В 2009 году компания создала совместное предприятие с «Дженерал Электрик», занимающееся разработкой авионики.
В 2010 году AVIC приобрела американскую компанию, производителя авиамоторов Continental Motors. В 2011 году AVIC приобрела американского производителя лёгких самолётов Cirrus Aircraft.
В 2020 году в рейтинге крупнейших компаний мирового ВПК AVIC заняла шестое место по обороту военных заказов и первое место по обороту среди неамериканских военно-промышленных компаний.

## Структура
В состав Aviation Industry Corporation of China входит более 100 дочерних компаний, в том числе 23 компании, акции которых котируются на фондовых биржах, и несколько государственных авиастроительных заводов, зарегистрированных в качестве отдельных корпораций:

### Публичные компании
- AVIC International Holding
- AVIC Aircraft
- AVIC Aviation High-Technology
- AVIC Heavy Machinery
- AVIC Industry-Finance Holdings
- AVIC Jonhon Optronic Technology
- AVIC Electromechanical Systems
- AviChina Industry & Technology Company
- AVICOPTER
- China Avionics Systems
- Jiangxi Hongdu Aviation Industry
- Zhonghang Heibao
- Baosheng Science and Technology Innovation
- Guizhou Guihang Automotive Components
- Sichuan Chengfei Integration Technology
- FIYTA Group
- Tianma Microelectronics
- Zhonghang Electronic Measuring Instruments
- Rainbow Department Store
- Shennan Circuits
- Nexteer Automotive (США)
- FACC AG (Австрия)
- KHD Humboldt Wedag International (Германия)

### Производственные активы
- Shenyang Aircraft Corporation (Шэньян)
- Harbin Aircraft Industry Group (Харбин)
- Chengdu Aircraft Industry Group (Чэнду)
- Guizhou Aircraft Industry Corporation (Гуйян)
- Changhe Aircraft Industries Corporation (Цзиндэчжэнь)
- Hongdu Aviation Industry Group (Наньчан)
- Xi’an Aircraft Industrial Corporation (Сиань)
- AVIC XAC Commercial Aircraft (Сиань)
- Shaanxi Aircraft Corporation (Ханьчжун)
- China Aviation Industry General Aircraft (Чжухай)
- Tianjin Helicopter (Тяньцзинь)
- Совместное предприятие с Airbus по сборке пассажирских самолётов (Тяньцзинь)[10]
- AVIC Automobile Industry Holding[11]
  - Pacific Century Motors
  - Nexteer Automotive (США)
- Cirrus Aircraft (США)
- Continental Aerospace Technologies (США)
- Align Aerospace (США)
- Thompson Aero Seating (Великобритания)
- AIM Altitude (Великобритания)
- Aritex (Испания)

### Учебные центры
- Лётная академия в Учжоу

## Военная продукция

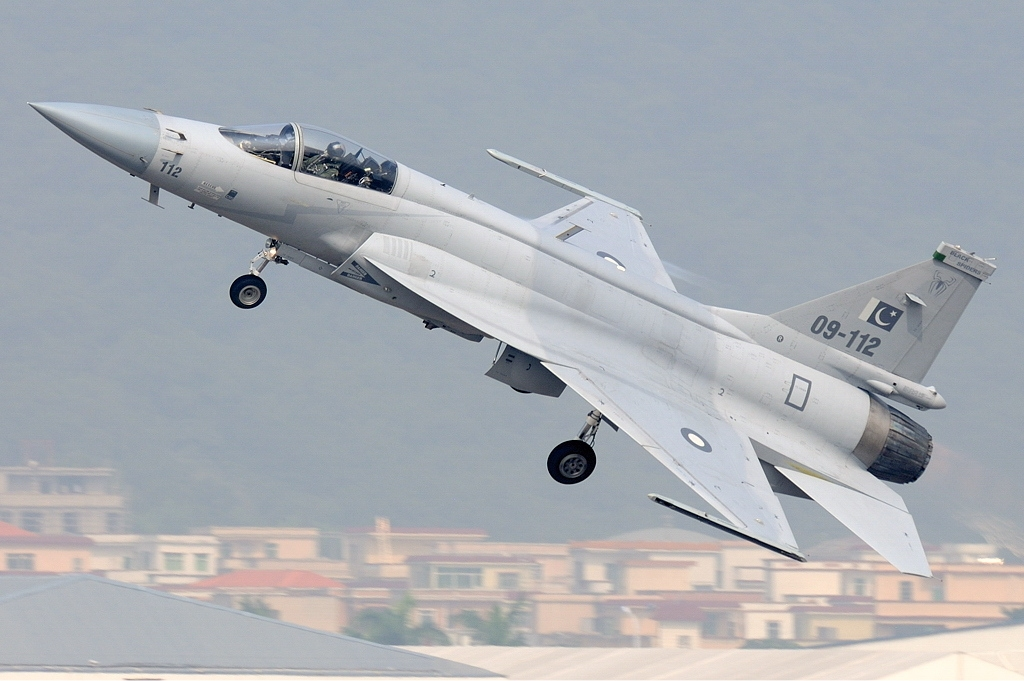
Chengdu JF-17 ВВС Пакистана

- Истребители Chengdu FC-1 Xiaolong, Chengdu FC-20, Shenyang F-8T и Shenyang J-35[12]
- Транспортные самолёты Shaanxi Y-8 и Shaanxi Y-9
- Учебные самолёты Hongdu L-15, Hongdu JL-8 и Guizhou JL-9
- Ударно-разведывательный БПЛА «Цзютянь»[13]
- Авионика и пилотажные тренажёры

## Гражданская продукция

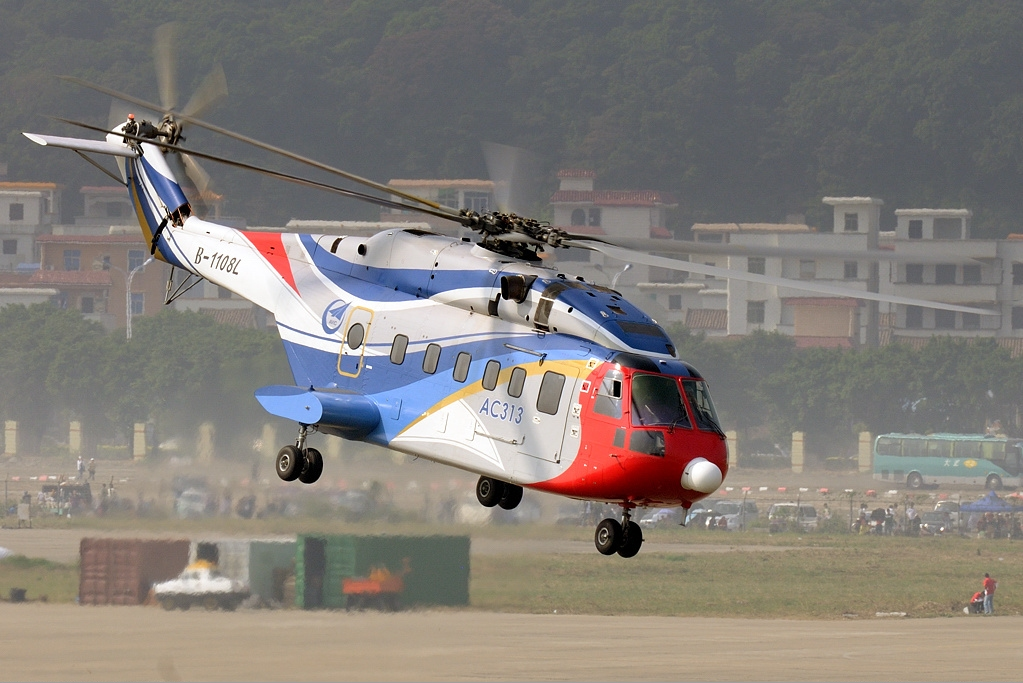
Changhe AC313 на Airshow China

- Пассажирские самолёты Xian MA60, MA600 и MA700
- Транспортный самолёт Xian MA600F
- Поисково-спасательный самолет Синьчжоу-60[14]
- Беспилотные транспортные самолёты HH-100[15] и TP-500[16]
- Вертолёты AC311, AC312, AC313, AC332 и AC352[17][18]
- Гидросамолёты HO300 и AG600[19][20][21][22]
- Лёгкие частные самолёты и бизнес-джеты (Cirrus Aircraft и совместно с Cessna)
  - Лёгкий спортивный самолет AG50[23]
- Учебно-тренировочный самолет AG100[24]
- Экранопланы DXF100
- Аэростаты, в том числе пилотируемые дирижабли AS700[25][26][27]
- Авионика, авиационные двигатели, компоненты и запчасти
- Автомобильные комплектующие (в том числе карданные валы и системы рулевого управления)